# Idricerus sogdianus
Idricerus sogdianus är en insektsart som beskrevs av Mclachlan in Fedchenko 1875. Idricerus sogdianus ingår i släktet Idricerus och familjen fjärilsländor. Inga underarter finns listade i Catalogue of Life.